# Veikkausliiga 2012
La Veikkausliiga 2012 fu la centotreesima edizione della massima serie del campionato finlandese di calcio, la ventitreesima come Veikkausliiga. Il campionato, iniziato il 15 aprile e terminato il 27 ottobre, con il formato a girone unico e composto da dodici squadre, venne vinto dall'HJK per il quarto anno consecutivo. Capocannoniere del torneo fu Irakli Sirbiladze, calciatore dell'Inter Turku, con 17 reti realizzate.

## Stagione

### Novità
Dalla Veikkausliiga 2011 venne retrocesso il RoPS, mentre dalla Ykkönen 2011 venne promosso il Lahti.

### Formula
Le dodici squadre si affrontavano tre volte nel corso del campionato, per un totale di 33 giornate. La prima classificata era decretata campione di Finlandia e veniva ammessa alla UEFA Champions League 2013-2014. La seconda e la terza classificata venivano ammesse al primo turno di qualificazione della UEFA Europa League 2013-2014. Se la vincitrice della Suomen Cup, ammessa al secondo turno di qualificazione della UEFA Europa League 2013-2014, si classificava al secondo o al terzo posto, la quarta classificata veniva ammessa al primo turno di qualificazione della UEFA Europa League. L'ultima classificata veniva retrocessa direttamente in Ykkönen.

## Squadre partecipanti
| Club          | Stagione | Città       | Stadio                        | Stagione 2011              |
| ------------- | -------- | ----------- | ----------------------------- | -------------------------- |
| Haka          |          | Valkeakoski | Tehtaan kenttä                | 10º posto in Veikkausliiga |
| HJK           |          | Helsinki    | Sonera Stadium                | Campione di Finlandia      |
| Honka         |          | Espoo       | Tapiolan urheilupuisto        | 4º posto in Veikkausliiga  |
| IFK Mariehamn |          | Mariehamn   | Wiklöf Holding Arena          | 7º posto in Veikkausliiga  |
| Inter Turku   |          | Turku       | Veritas-stadion               | 2º posto in Veikkausliiga  |
| Jaro          |          | Jakobstad   | Jakobstads centralplan        | 11º posto in Veikkausliiga |
| JJK           |          | Jyväskylä   | Harjun stadion                | 3º posto in Veikkausliiga  |
| KuPS          |          | Kuopio      | Savon Sanomat Areena          | 6º posto in Veikkausliiga  |
| Lahti         |          | Lahti       | Lahden Stadion                | 1º posto in Ykkönen        |
| MyPa          |          | Kouvola     | Saviniemi                     | 8º posto in Veikkausliiga  |
| TPS           | dettagli | Turku       | Veritas-stadion               | 5º posto in Veikkausliiga  |
| VPS           | dettagli | Vaasa       | Hietalahden jalkapallostadion | 9º posto in Veikkausliiga  |

## Allenatori
| Squadra       | Allenatore        | In carica da      |
| ------------- | ----------------- | ----------------- |
| Haka          | Juha Malinen      | 10 settembre 2012 |
| HJK           | Antti Muurinen    | 20 settembre 2007 |
| Honka         | Mika Lehkosuo     | 1º gennaio 2005   |
| Inter Turku   | Job Dragtsma      | 1º gennaio 2007   |
| aro           | Aleksej Erëmenko  | 19 agosto 2009    |
| JJK           | Kari Martonen     | 1º gennaio 2010   |
| KuPS          | Esa Pekonen       | 14 giugno 2009    |
| Lahti         | Tommi Kautonen    | 1º gennaio 2011   |
| IFK Mariehamn | Pekka Lyyski      | 1º gennaio 2003   |
| MyPa          | Toni Korkeakunnas | 1º gennaio 2011   |
| TPS           | Marko Rajamäki    | 8 gennaio 2010    |
| VPS           | Olli Huttunen     | 1º dicembre 2011  |

### Allenatori esonerati, dimessi e subentrati
| Squadra | Allenatore/i uscente/i | Motivo         | Vacante dal       | Posizione    | Nuovo allenatore | Data incarico     |
| ------- | ---------------------- | -------------- | ----------------- | ------------ | ---------------- | ----------------- |
| VPS     | Petri Vuorinen         | Fine contratto | 30 novembre 2011  | Pre-stagione | Olli Huttunen    | 1º dicembre 2011  |
| Haka    | Sami Ristilä           | Esonero        | 23 agosto 2012    | 11º posto    | Asko Jussila     | 23 agosto 2012    |
| Haka    | Asko Jussila           | Dimissioni     | 10 settembre 2012 | 11º posto    | Juha Malinen     | 10 settembre 2012 |

## Classifica finale
|  | Pos. | Squadra       | Pt | G  | V  | N  | P  | GF | GS | DR  |
|  | ---- | ------------- | -- | -- | -- | -- | -- | -- | -- | --- |
|  | 1.   | HJK           | 64 | 33 | 19 | 7  | 7  | 63 | 33 | +30 |
|  | 2.   | Inter Turku   | 58 | 33 | 17 | 7  | 9  | 57 | 42 | +15 |
|  | 3.   | TPS           | 54 | 33 | 16 | 6  | 11 | 55 | 33 | +22 |
|  | 4.   | IFK Mariehamn | 51 | 33 | 13 | 12 | 8  | 50 | 43 | +7  |
|  | 5.   | Lahti         | 50 | 33 | 16 | 2  | 15 | 45 | 49 | -4  |
|  | 6.   | MyPa          | 49 | 33 | 13 | 10 | 10 | 39 | 33 | +6  |
|  | 7.   | Honka         | 43 | 33 | 12 | 7  | 14 | 37 | 38 | -1  |
|  | 8.   | VPS           | 43 | 33 | 12 | 7  | 14 | 36 | 38 | -2  |
|  | 9.   | JJK           | 40 | 33 | 12 | 4  | 17 | 54 | 65 | -11 |
|  | 10.  | KuPS          | 36 | 33 | 10 | 6  | 17 | 39 | 53 | -14 |
|  | 11.  | Jaro          | 33 | 33 | 8  | 9  | 16 | 28 | 51 | -23 |
|  | 12.  | Haka          | 32 | 33 | 9  | 5  | 19 | 32 | 57 | -25 |

Legenda:
      Campione di Finlandia e ammessa alla UEFA Champions League 2013-2014
      Ammesse in UEFA Europa League 2013-2014
      Retrocesse in Ykkönen
Note:
Tre punti a vittoria, uno a pareggio, zero a sconfitta.

## Risultati
|             | Hak     | HJK     | Hon     | Int     | Jar     | JJK     | KuP     | Lah     | Mar     | MyP     | TPS     | VPS     |
| ----------- | ------- | ------- | ------- | ------- | ------- | ------- | ------- | ------- | ------- | ------- | ------- | ------- |
| Haka        | ––––    | 0-1 2-2 | 2-1 1-0 | 0-2 1-2 | 4-1 0-0 | 3-1     | 0-2     | 0-3     | 0-2 1-1 | 3-1     | 1-0     | 0-1     |
| HJK         | 1-0     | ––––    | 3-0 1-0 | 2-1 1-1 | 4-1 0-0 | 2-0     | 2-0 4-1 | 2-0     | 3-1 5-1 | 1-1     | 0-0     | 3-3     |
| Honka       | 2-2     | 1-0     | ––––    | 2-1 3-0 | 2-0     | 0-2 3-0 | 1-0 2-1 | 3-2     | 2-2     | 2-1 1-1 | 0-2 0-1 | 1-1 1-2 |
| Inter Turku | 4-1     | 2-0     | 2-1     | ––––    | 1-1 3-1 | 3-2     | 2-1 1-4 | 2-0     | 0-3 1-0 | 2-0     | 3-3 0-0 | 1-1 2-0 |
| Jaro        | 1-0     | 2-2     | 0-1 1-0 | 0-1     | ––––    | 0-3     | 1-0 1-1 | 0-2 2-1 | 0-3 3-3 | 1-0 0-3 | 0-1     | 0-0     |
| JJK         | 1-4 5-0 | 0-3 3-6 | 0-1     | 3-2 0-0 | 1-1 4-2 | ––––    | 1-5     | 2-1 3-1 | 5-2 3-2 | 0-3     | 2-1     | 0-2 1-2 |
| KuPS        | 3-0 1-1 | 0-3     | 0-2     | 0-6     | 1-0     | 2-2 2-3 | ––––    | 1-2 1-0 | 2-0     | 1-2 2-0 | 1-1 1-3 | 0-3 2-1 |
| Lahti       | 1-0 0-1 | 0-1 3-0 | 2-1 3-2 | 0-5 4-3 | 0-2     | 2-1     | 2-1     | ––––    | 2-0     | 0-0 3-1 | 2-0 1-0 | 1-0     |
| Mariehamn   | 1-0     | 2-0     | 0-0 1-1 | 2-1     | 2-0     | 3-3     | 1-1     | 2-0 2-2 | ––––    | 0-0 2-2 | 2-1 1-0 | 0-0     |
| MyPa        | 3-1 1-0 | 1-0 1-4 | 0-0     | 4-0 0-0 | 2-0     | 0-1 2-1 | 1-1     | 3-1     | 2-1     | ––––    | 1-1     | 1-0 1-1 |
| TPS         | 2-0 9-2 | 3-1 1-2 | 2-1     | 4-1     | 2-3 1-2 | 2-3 1-0 | 3-0     | 4-0     | 1-1     | 0-1 1-0 | ––––    | 1-0     |
| VPS         | 2-1 0-1 | 1-0 1-3 | 2-0     | 0-2     | 1-1 2-1 | 2-0     | 0-1     | 2-1 1-3 | 1-2 1-3 | 2-0     | 1-3     | ––––    |

## Statistiche

### Classifica marcatori
| Gol |  |  | Giocatore            | Squadra       |
| --- |  |  | -------------------- | ------------- |
| 17  |  |  | Irakli Sirbiladze    | Inter Turku   |
| 16  |  |  | Aleksei Kangaskolkka | IFK Mariehamn |
| 15  |  |  | Steven Morrissey     | VPS           |
| 14  |  |  | Pekka Sihvola        | MyPa          |
| 12  |  |  | Tamás Gruborovics    | JJK           |
| 12  |  |  | Mika Ojala           | Inter Turku   |
| 12  |  |  | Demba Savage         | HJK           |
| 11  |  |  | Joel Pohjanpalo      | HJK           |
| 11  |  |  | Aleksi Ristola       | TPS           |
| 10  |  |  | Mikko Innanen        | JJK           |
| 10  |  |  | Juho Mäkelä          | HJK           |
| 10  |  |  | Tim Väyrynen         | HJK           |
| 10  |  |  | Babatunde Wusu       | JJK           |
| 9   |  |  | Petteri Forsell      | IFK Mariehamn |